# Víctor García Guadarrama
Víctor García Guadarrama (Las Palmas de Gran Canaria, España, 6 de febrero de 1980) es un entrenador español de baloncesto que colabora en labores técnicas en el Herbalife Gran Canaria de la Liga ACB, tras haber dirigido el primer equipo durante 3 meses.

## Trayectoria
Formado como entrenador en las categorías de base del Club Baloncesto Gran Canaria, en la temporada 2010-11 se incorporó al primer equipo como entrenador ayudante de Pedro Martínez. Desde entonces ha encadenado nueve temporadas asistiendo a los entrenadores jefes que han pasado por el banquillo del club hasta la actualidad. Tras la destitución de Salva Maldonado el 4 de diciembre de 2018 pasó a ser el entrenador principal del equipo, inicialmente de forma interina.
Debutó en la Euroliga el 6 de diciembre en Milán ante el Olimpia, partido que se saldó con el triunfo grancanario por 86 - 94. Cuatro días más tarde el club tomó la decisión de mantenerlo en el cargo hasta final de temporada. Tres mese más tarde abandonó el cargo, aunque continuó en labores técnicas en el club.
Fue elegido para formar parte del equipo técnico de la selección española en la Copa Mundial de Baloncesto 2019. Se proclamaron campeones del mundo tras vencer en la final por 75-95 a Argentina.

## Palmarés
- 1 Supercopa de España: 2016-17. (como ayudante)